# Bungō Stray Dogs: Dead Apple
Bungō Stray Dogs: Dead Apple (文豪ストレイドッグス デッドアップル Bungō Sutorei Doggusu Deddo Appuru?) es una película de animación de 2018 producida por Bones. Fue dirigida por Takuya Igarashi y escrita por Kafka Asagiri y Yōji Enokido. Basada en el manga Bungō Stray Dogs, la película sigue a un grupo de detectives que investigan suicidios entre personas con poderes sobrenaturales. Atsushi Nakajima y sus amigos van tras el culpable, Tatsuhiko Shibusawa. Los actores de voz incluyen a Kenshō Ono, Kishō Taniyama, Mamoru Miyano, Yūto Uemura y Akira Ishida.
La película fue creada por Asagiri para continuar la historia después de la serie de 2016, con una trama basada en Tatsuhiko Shibusawa, mientras equilibraba el impacto del rol de los personajes de la película, especialmente Atsushi y Chūya Nakahara. La banda sonora estuvo a cargo de Granrodeo, Screen Mode y Luck Life. También se lanzó un manga de dos volúmenes y dos novelas ligeras para promocionarla.
La película recaudó 550 millones de yenes (4.98 millones de dólares) y ganó varios premios, incluyendo el «Premio a la mejor película de animación» de la revista Newtype. La recepción crítica fue positiva, destacando el manejo de los personajes y la calidad visual, aunque algunos sintieron que los nuevos espectadores podrían no entender la historia.

## Argumento
Hace 69 años, antes de la Era Oscura, la lucha más violenta en Yokohama fue el «Conflicto de la cabeza del dragón», que involucró a muchas organizaciones y resultó en 88 muertes. La noche antes de su conclusión, cuando Osamu Dazai aún formaba parte de la Port Mafia, él y Chūya Nakahara descubrieron a un hombre llamado Tatsuhiko Shibusawa. En el presente, la Agencia Armada de Detectives es llamada para investigar una serie de aparentes suicidios de personas con habilidades sobrenaturales en todo el mundo, que ocurrieron cuando una misteriosa niebla cubrió sus países. Shibusawa, ahora un «coleccionista», es el responsable, ya que usa la niebla para robar las habilidades de los dotados y convertirlas en joyas. La noche antes de que la agencia inicie sus operaciones, Atsushi Nakajima tiene un inquietante sueño sobre su pasado en un orfanato, donde una puerta extraña pintada con un tigre blanco está envuelta en niebla. Es despertado por su compañera Kyōka Izumi, quien también soñó con la niebla. Los dos pronto se dan cuenta de que Yokohama ha sido engullida por la misteriosa niebla, y todos, excepto los usuarios de habilidades, han desaparecido de la ciudad. 
Kyōka y Atsushi se encuentran con su superior Doppo Kunikida, quien revela que los supuestos suicidios fueron causadas por sus habilidades volviéndose en su contra. Se revela que Shibusawa creó la niebla para atraer a los dotados de Yokohama, transformando sus habilidades en joyas para su colección mientras alimentaba la niebla. Él se ha aliado con Dazai y Fyodor Dostoevsky. Kyōka y Atsushi se ponen en contacto con el agente gubernamental Ango Sakaguchi, quien había localizado a los demás detectives, quienes luchan contra sus propias habilidades. Mientras Kunikida se va a enfrentar a Doppo Poet, el dúo se encuentra con el miembro de la mafia Ryūnosuke Akutagawa, quien lucha contra su habilidad. Mientras cada uno lucha contra sus propias habilidades, Atsushi deduce que someter la habilidad implica destruir una joya incrustada en ellos, y derrota a su tigre blanco. Kyōka enfrenta su miedo de fusionarse con Demon Snow para convertirse en una máquina asesina, y decide salvar a las personas con su habilidad. Akutagawa se ve obligado a pensar de manera diferente al combatir su habilidad. Atsushi no puede usar su habilidad, por lo que Kyōka y Akutagawa deciden ir solos a la base de Shibusawa. 
Fyodor encuentra dos joyas: una que puede convocar a todos los dotados a la vista, y otra que puede cristalizar las habilidades después de que sus usuarios mueran. Dazai, quien trabajaba secretamente contra Shibusawa, las anula, privando a la niebla de su fuente de poder. Sin embargo, habiendo anticipado esto, Shibusawa apuñala a Dazai con un cuchillo envenenado, con la intención de robar su habilidad y convertir a Dazai en el núcleo del «dragón» –el caos de todas las habilidades especiales– para destruir Yokohama. Después de intensos enfrentamientos, incluyendo la aparición de un dragón que amenaza la ciudad, Chūya destruye a la bestia, y Dazai es revivido.
Fyodor le corta la garganta a Shibusawa, permitiéndole recuperar sus recuerdos perdidos, justo cuando Atsushi mira dentro de sí mismo y decide abrir la puerta blanca dentro de la niebla. Atsushi recuerda su pasado traumático con Shibusawa, quien lo torturó para sacar su habilidad. Sin embargo, la tortura salió mal y Atsushi perdió el control de la misma desde ese momento, transformándose en un tigre y matando a Shibusawa en el pasado. A pesar de este trauma, Atsushi acepta sus acciones y poderes. Atsushi corre a la base de Shibusawa, su poder ha regresado mientras este último revive, más fuerte que nunca, para luchar contra Atsushi, Kyōka y Akutagawa. Juntos, los tres derrotan permanentemente a Shibusawa. Fyodor, sin embargo, sigue en las sombras con sus propios planes sin cumplir.

## Producción
Inicialmente, la película tenía la intención de ser un OVA, planeado durante la finalización de la segunda temporada en 2016. Sin embargo, Kadokawa Dwango estaba dispuesto a hacer una película. Se sugirió una película recopilatoria, pero el creador Kafka Asagiri tenía la intención de escribir un nuevo guion porque sentía que los fanáticos merecían algo mejor. El personal esperaba con ansias los desafiantes diálogos y buscó imágenes que cautivaran a los fanáticos. El foco principal de la trama estaba en los personajes Atsushi, Kyoka y Akutagawa. Akira Ishida, quien interpretó a Fyodor, disfrutó de cómo se profundizó el personaje con un papel más importante en el filme. El actor de Atsushi, Yūto Uemura, se sorprendió por la calidad de las imágenes de la película, creyendo que Bones había mejorado su trabajo, mientras bromeaba sobre cómo su personaje repetía a menudo el nombre de su compañera, Kyoka Izumi. Uemura agregó que se sentía honrado de continuar en el papel debido a su importancia e impacto en su carrera. El antagonista de la película, Tatsuhiko Shibusawa, se basa libremente en el escritor con el mismo nombre.  Su ropa y cabello fueron hechos para darle una atmósfera misteriosa. El personal de producción se reunió con Sumiko Shibusawa, la esposa del verdadero Shibusawa, para aprobar la caricaturización de su esposo.
El personal de Bones fue a un campamento para trabajar en los detalles de la producción. Esperaban crear una película con un alto valor de repetición y tenían la intención de abrumar a la audiencia con el uso de diálogos complejos. Utilizaron el simbolismo de la manzana común en muchos cuentos de hadas, mitos y literatura histórica. Asagiri concibió la idea de la historia, comenzando con la muerte de Dazai y cómo sería revivido a lo largo de la trama, aunque se preguntó cuál debería haber sido la causa de la muerte. Otra idea para la caracterización de Dazai en la película estaba relacionada con cómo había tratado previamente a los otros personajes. Las ideas originales que no se vieron en la versión final involucraron el legado de Sakanosuke Oda, con el difunto miembro de la mafia salvando a Atsushi a través de su capacidad para ver el futuro. Se alteró la caracterización y dinámica de Atsushi con Kyoka para generar un mayor impacto para el clímax de la película; Asagiri declaró que este arco de personajes ayudó a progresar aún más en la historia. Sin embargo, mientras Atsushi se vuelve más fuerte a lo largo de la película, Asagiri declaró que la idea detrás de su personaje se mantuvo fiel a su personalidad original de ser una persona débil y con la que se puede relacionarse. La acción de Shibusawa también habría generado un impacto mayor en el guion original, con el poder de la niebla sobrenatural que creó cambiando la forma de Yokohama. Las acciones de Fyodor Dostoevsky confundieron al director Takuya Igarashi debido a la forma en que Asagiri hizo las interacciones con Dazai y Tatsuhiko Shibusawa, y luego señaló que la película era bastante diferente de otras películas debido a su enfoque en misterios hasta en cómo Dazai intentó detener a Shibusawa aliándose con él. Debido al impacto de las acciones de Chuya Nakahara al enfrentarse a Dazai, Asagiri tuvo que equilibrar el guion para que el trío de Atsushi, Kyoka y Akutagawa también tuvieran un papel importante. La escena en la que Yukichi Fukuzawa y Ōgai Mori se enfrentan con sus dones fue inspirada en la dinámica de Dazai y Kunikida de una novela ligera que fue popular entre los fanáticos de la serie.

### Promoción y estreno
El proyecto se anunció en el evento Mayo(w)i Inu-tachi no Utage Sono Ni el 19 de febrero de 2017. Se llevaron a cabo búsquedas de tesoros en Osaka y Yokohama para recopilar fotografías de los personajes. Otra promoción de la película involucró un juego para teléfonos móviles titulado Yumeiro Cast con Atsushi y otros personajes de la película. El zoológico Tobu en Miyashiro, prefectura de Saitama, mostró imágenes de Atsushi junto a la mascota del tigre «Rocky-kun». Durante la promoción de este evento, Uemura colaboró en múltiples anuncios que se realizaron entre el 24 de febrero y el 3 de marzo de 2018. Animate Cafe también creó artículos basados en los personajes para promover la película. Para promocionar la película, Asagiri escribió dos novelas ligeras publicadas en Japón, Beast, una historia alternativa en la que Atsushi y Akutagawa cambiaron sus roles, y Fifteen, una precuela que explica cómo Dazai conoció a Chuya mientras trabajaba para la mafia.
Titulada Bungo Stray Dogs: Dead Apple, la película se estrenó el 3 de marzo de 2018, y el personal y el elenco del anime regresaron para repetir sus papeles. La película se transmitió en los Estados Unidos y Canadá durante mayo de 2018, y Crunchyroll la transmitió a partir de noviembre del mismo año. Funimation transmitió el doblaje en inglés el 21 de junio de 2019.
La música fue compuesta por Taku Iwasaki. El tema de apertura es «Deadly Drive» de Granrodeo y el tema de cierre es «Bokura» de Luck Life. Para el clímax de la película, se utilizó la canción «Reason Living» de Screen Mode. El sencillo «Deadly Drive» fue lanzado en Japón el 21 de febrero, mientras que la banda sonora de la película se lanzó el 8 de marzo y el blu-ray el 5 de diciembre.

## Recepción
La película se estrenó en 74 cines y ganó ¥780 002 000 (aproximadamente 740 000 dólares) en su primer fin de semana, ocupando el séptimo puest. En total, recaudó 820 900 dólares. En su segundo fin de semana bajó a la novena posición, ganando alrededor de 799 200 dólares de viernes a domingo. Recaudó un total de 4.98 millones de dólares en la taquilla japonesa.
En los Newtype Anime Awards de 2018, la película ganó la categoría «Mejor obra (proyección teatral)». Chūya Nakahara, Osamu Dazai y Kyōka Izumi también aparecieron en las encuestas de personajes. La banda sonora fue popular y «Deadly Drive» obtuvo el segundo lugar detrás de «Reason!!» mientras que Taku Iwasaki obtuvo el premio a la «Mejor banda sonora». Takuya Igarashi recibió el premio al «Mejor director», mientras que Yōji Enokido recibió el premio en la categoría «Mejor guión». La película fue adaptada a una serie de manga publicada en dos volúmenes por Kadokawa durante 2018.
Los críticos elogiaron la película, pero estaban divididos en términos de qué público disfrutaría más. Manga Tokyo recomendó la película para los fanáticos de Bungo Stray Dogs debido al regreso de sus personajes, comentando acerca de las tragedias en torno a los personajes principales y antagonistas. Anime News Network elogió la película por sus escenas de lucha y los arcos emocionales de los personajes, pero criticó el manejo de algunas subtramas relacionadas con Shibusawa. Retorno Anime disfrutó del manejo de Dazai y elogió la banda sonora de la película. Atomix estuvo de acuerdo en que los fanáticos lo disfrutarán más que los nuevos fanes y elogió los múltiples arcos de personajes que proporcionó Bones, pero aun así sintió que el clímax podría haberse desarrollado mejor. Otro aspecto que recibió un gran reconocimiento por parte de Atomix fue la animación en la primera mitad de la película. A Manga Tokyo también le gustó la animación mostrada en los diseños de personajes y escenas de lucha.
Algunos críticos se centraron en los personajes que aparecen en la historia y sus rasgos. Manga Tokyo no disfrutó del desarrollo de Atsushi, y lo encontró más débil que su personaje de anime, que se apoderó del poder del tigre durante la segunda temporada. Sin embargo, el escritor todavía encontró al elenco entretenido, notando sus rasgos cómicos. Por otro lado, Anime News Network halagó el papel de Atsushi en la película por la sorprendente relación que tenía con Shibusawa. Retorno Anime elogió mucho a Atsushi, afirmando que su pasado es una de las partes más interesantes de la película.  Retorno también elogió el desarrollo de Dazai y sus misteriosas intenciones.